# Chiromantes eulimene
Chiromantes eulimene is een krabbensoort uit de familie van de Sesarmidae. De wetenschappelijke naam van de soort is voor het eerst geldig gepubliceerd in 1897 door De Man, in Weber.